# 衣康酸
衣康酸（Itaconic acid）是一种五个碳的二羧酸。它是柠檬酸蒸馏时的三种产物之一，其他两个产物为柠康酸和中康酸。衣康(Itaconic)一词是乌头(aconitic)一词的易位构词。

## 性质
衣康酸是白色有特殊气味的结晶，可溶于水、乙醇、丙酮，微溶于氯仿、苯和乙醚。不易挥发，在真空下能升华，过热分解。易聚合。

## 制取
生物法：以碳水化合物为原料，加氮源和无机盐，经土曲霉作用而得。
化学法：
1、以柠檬酸为原料，催化剂存在下加热得柠康酸，再热至220度异构化，得衣康酸。
2、以异柠檬酸、乌头酸或乌头酸酐为原料制得。
3、以丁二酸酐或丁二酸二酯为原料，在钍盐催化下与甲醛反应得到柠康酸，加热异构化得到衣康酸。
4、由顺酐的酯化、加成、亚甲基化和水解而得。

## 用途
用作化学试剂，合成纤维、合成树脂的单体，粘结剂等。

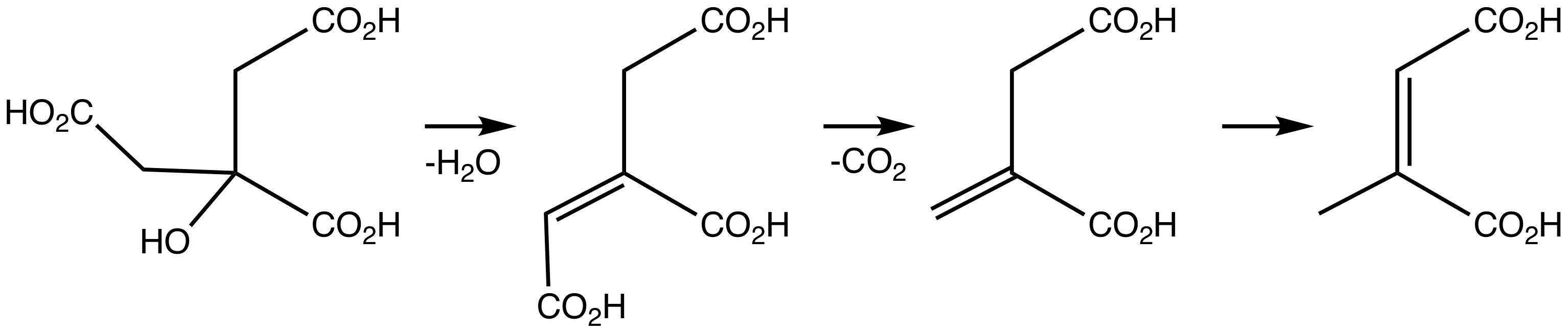
柠檬酸依次转化为顺乌头酸、衣康酸、柠康酸